# Нерпино
Не́рпино (рос. Нерпино) — присілок у складі Ішимського району Тюменської області, Росія.
Населення — 278 осіб (2010, 334 у 2002).
Національний склад станом на 2002 рік:
- росіяни — 75 %